# Nigèria
Nigèria, oficialment la República Federal de Nigèria (anglès: Federal Republic of Nigeria), és un país de l'Àfrica occidental, banyat pel golf de Guinea (oceà Atlàntic). Limita al nord amb el Níger, a l'est amb el Txad (a través del llac Txad) i amb el Camerun, a l'oest amb Benín, i al sud amb el golf de Guinea, on es troba l'illa de Bioko (que pertany a Guinea Equatorial). És el país més poblat de l'Àfrica, i el setè del món. La capital n'és Abuja, fins al 1991 ho havia estat Lagos. És un important productor de petroli.
Nigèria és una federació que té 36 estats federals i la capital federal, Abuja. El seu nom prové del riu Níger, que travessa el país i que fou encunyat per Flora Shaw al segle xix.
Nigèria fou una colònia de l'Imperi britànic des de la fi del segle xviii i va aconseguir la independència el 1960. A la dècada de 1960 va patir una cruenta guerra civil, la Guerra de Biafra, en què una part del sud-est del país va mantenir una lluita per esdevenir independent. Com a estat independent, Nigèria ha anat alternant governs democràtics i governs militars, fins a aconseguir una democràcia estable a les eleccions presidencials del 1999, sent les eleccions del 2015 la primera vegada que un president en funcions perdia la reelecció.
Nigèria, conegut com «el gegant d'Àfrica», és l'estat més poblat del continent i el setè amb més població del món. Nigèria és un estat multinacional habitat per més de 250 grups ètnics que parlen 500 idiomes diferents, tots identificats amb una gran varietat de cultures. Els tres grups ètnics més grans són els hausa-fulani al nord, els iorubes a l'oest i els igbos a l'est, que comprenen més del 60% de la població total. La llengua oficial és l'anglès, triat per facilitar la unitat lingüística a nivell nacional. La constitució de Nigèria garanteix la llibertat de religió, i acull simultàniament algunes de les poblacions musulmanes i cristianes més grans del món. Hi ha aproximadament un 50% de població musulmana, que viuen principalment al nord, i un 50% de cristians, que viuen principalment al sud; les religions indígenes, com les originàries de les ètnies igbo i ioruba, són minoritàries. Nigèria al segle xxi ha patit conflictes religiosos, sobretot al nord, on el grup islamista Boko Haram vol establir la xaria. A causa de l'important influx monetari per l'exportació de petroli, Nigèria ha estat considerat del grup dels països N-11 (propers onze).

## Història
Nigèria està poblada des de l'antiguitat. La primera civilització coneguda n'és la cultura nok, que va aparèixer al voltant del segle vi aC i tenia una forta influència de l'Egipte faraònic en l'organització social i en l'art. Posteriorment, s'hi van instal·lar pobles dels països veïns, atrets pel comerç: els hausses al nord i els ioruba al sud-oest. A partir de l'any 700, part de l'Imperi Kanem-Bornu va dominar la regió. Va ser desplaçat pel Regne de Benín i pel Regne de Nri, que van prosperar durant l'època medieval.
L'arribada dels portuguesos va canviar la vida dels habitants nigerians, ja que va iniciar-se el comerç d'esclaus cap a les noves colònies americanes. A partir de les campanyes contra Napoleó Bonaparte, els anglesos van prendre el control dels recursos nigerians, dins l'expansió de l'imperialisme britànic que va durar tot el segle xix. Els anglesos van anar colonitzant progressivament l'actual territori de Nigèria; per exemple, el 1893, el protectorat d'Oil Rivers es va convertir en el protectorat britànic de la costa del Níger (que el 1900 es convertí en el protectorat britànic de Nigèria meridional), al qual els britànics van afegir-hi el Regne de Benín el 1897, i el 1900 els britànics van declarar un protectorat sobre la Nigèria septentrional (protectorat de Nigèria septentrional).
El 1960 va assolir la independència, però va esclatar una guerra civil que va desestabilitzar la nova república durant una dècada, incloent-hi la Guerra de Biafra (1967-1970), en què la zona oriental reclamava la independència. Els militars van anar guanyant quotes de poder, especialment en el control del petroli, matèria clau per a l'exportació. Els successius cops d'estat van afeblir l'economia local, que va iniciar una lenta recuperació, amb l'establiment de la democràcia el 1999. En el segle xxi Nigèria ha patit el conflicte del delta del Níger.

### Època precolonial

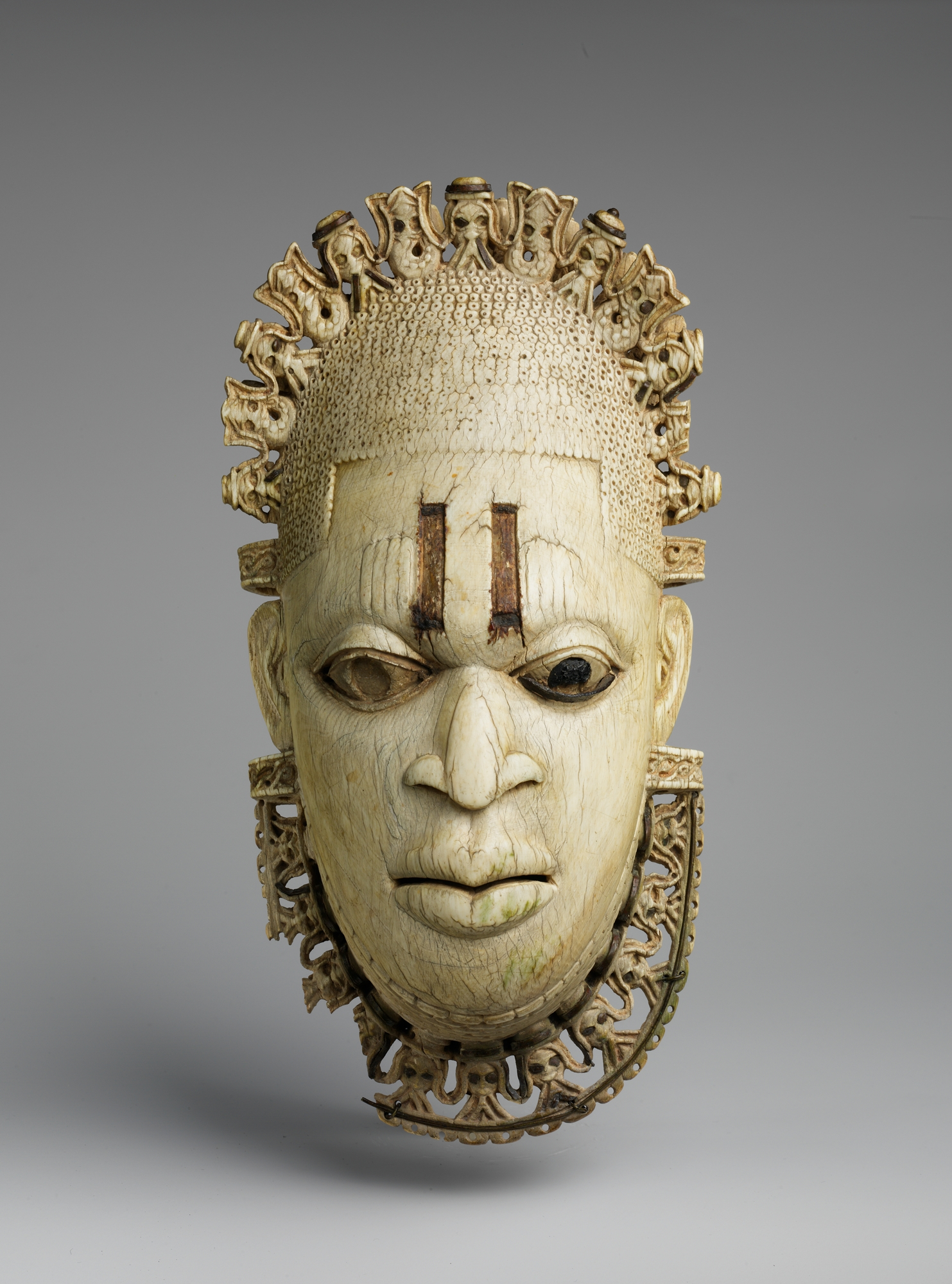
La màscara reial Beni d'ivori, un dels objectes nigerians més reconeguts

La cultura nok, ubicada al centre de Nigèria, va produir les escultures de terracota més antigues que s'han trobat al país.
A la part septentrional del país, Kano i Katsina han recuperat la seva història fins a l'acabament del segle x. Els regnes hauses i l'Imperi de Kanem van prosperar com a centres comercials entre el nord i l'oest d'Àfrica abans que arribessin els europeus. També al nord, a inicis del segle xix, els fulbe ja havien fet un estat centralitzat sota Usman dan Fodio, el sultanat de Sokoto, que es va mantenir fins que el 1903 el territori fulbe va ser dividit en diverses colònies europees. Entre el 1750 i el 1900 la Guerra Fulani va fer que dos terços de la població fulbe esdevingués esclava.
Al sud-oest de l'actual Nigèria al segle xii i al segle xiv, respectivament, es van formar els importants regnes iorubes d'Ife i d'Oyo. Segons la mitologia ioruba, els Ile-Ife foren els primers éssers humans del món, però les troballes de cultura humana més antigues que s'han trobat a la zona daten del segle ix. Les figures de terracota dels Ife s'han trobat des de la Nigèria occidental fins a Togo. Al sud-oest del país també s'hi va desenvolupar el Regne de Benín entre els segles XV i xix.
Al sud-est de Nigèria, al segle x es va iniciar el Regne de Nri considerat com el fundador dels igbos, que va continuar fins que va perdre la sobirania, que passà a mans dels britànics el 1911.
Al segle xvi, van començar a arribar exploradors portuguesos als ports de Lagos i de Calabar i van començar a comerciar amb els pobles de la costa de Nigèria. Ben aviat, van començar a demandar esclaus i van començar a fer el comerç d'esclaus atlàntic. Això va provocar que la població de la regió minvés per les guerres per aconseguir esclaus i per la seva l'exportació.

### Colonització

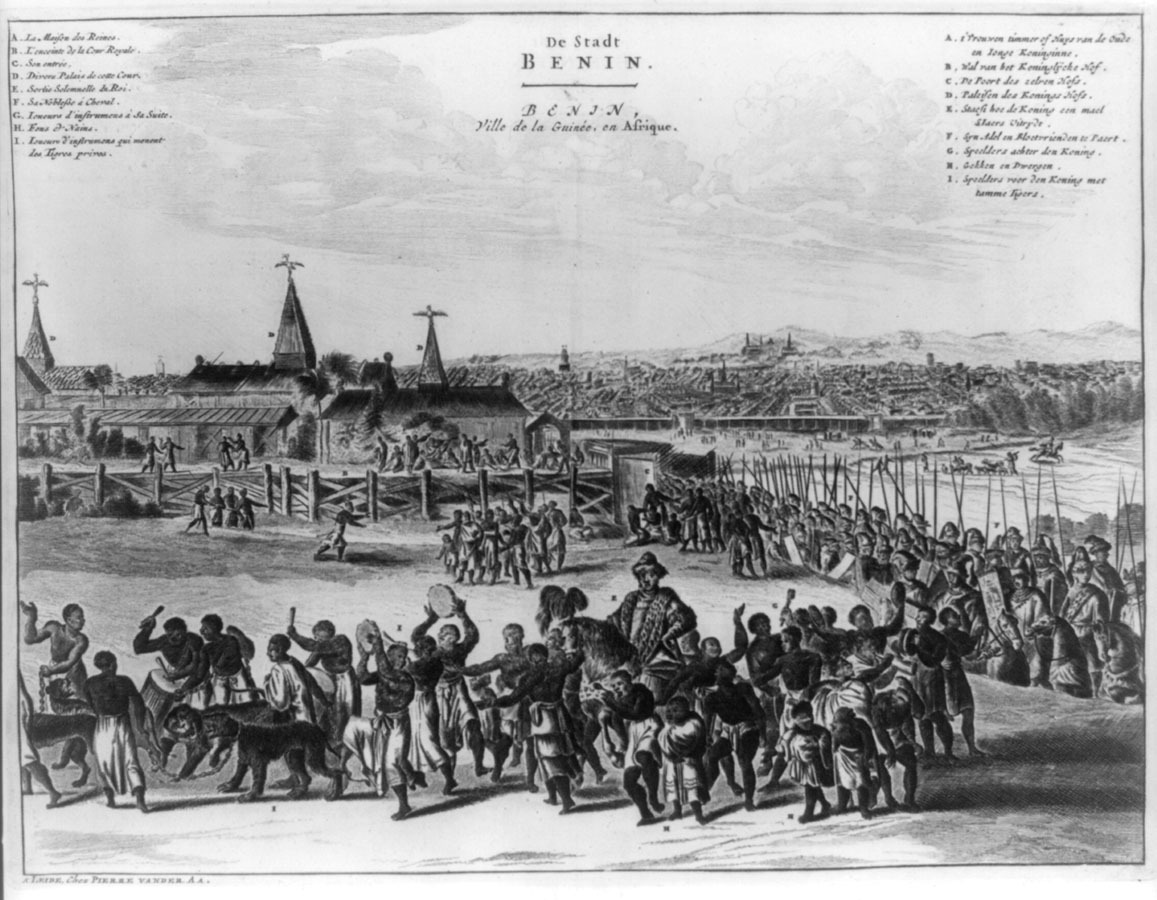
Benin City al amb l'Oba de Benin en processó; aquesta imatge va aparèixer en el llibre Description of Africa, publicat a Amsterdam el 1668

Es considera que l'època colonial de Nigèria comença a principis del segle xix. El 1807, la Gran Bretanya i els Estats Units va abolir el comerç d'esclaus. Després de les guerres napoleòniques, Gran Bretanya va establir l'esquadró d'Àfrica occidental per posar fi al comerç d'esclaus. Aquest atacà els vaixells d'altres nacions que es dedicaven a aquest comerç i que algunes vegades tornaven els esclaus alliberats a Sierra Leone, la seva colònia a Àfrica occidental en comptes de retornar-los a la seva zona d'origen, perquè no tornessin a ser presos.
El 1885, els britànics van reclamar que l'Àfrica occidental era la seva zona d'influència i això va ser reconegut per altres nacions europees. El 1886, la van llogar a la Royal Niger Company liderada per sir George Taubman Goldie. El 1900, el territori de la companyia fou posat sota la tutela directa del govern britànic, que volia consolidar el seu control sobre la zona de l'actual Nigèria. L'1 de gener de 1901, parts de l'actual Nigèria van esdevenir protectorat de l'Imperi britànic. El regnes que hi havia a la zona de la Nigèria actual van estar en conflicte amb l'Imperi britànic al final del segle xix i principis del xx, ja que volien tornar a ser independents. El 1897, els britànics van conquerir el Regne de Benín i el 1901-1902 hi va haver la Guerra Anglo-Aro. La destrucció de la resta d'estats que hi havia va posar la zona del riu Níger sota el domini britànic.
El 1914, els britànics van unir formalment la zona del Níger i van establir la Colony and Protectorate of Nigeria, tot i que encara van mantenir la zona dividida entre la província septentrional, la província meridional i la colònia de Lagos. Les poblacions del sud de l'actual país, que tenien més interacció amb els britànics i altres europeus a causa del comerç, van adoptar l'educació occidental i van desenvolupar una economia moderna més ràpidament que la de la zona septentrional. Aquestes diferències regionals també es van veure en la vida política de la colònia. Per exemple, la Nigèria septentrional no va prohibir l'esclavitud fins al 1936.
Després de la Segona Guerra Mundial, per l'augment del nacionalisme i les demandes d'independència, els britànics van promoure l'autogovern sota les bases del federalisme. A mitjan segle xx, hi va haver una gran onada independentista en tot el continent africà i Nigèria va esdevenir independent el 1960.

### Nigèria independent

#### Independència
L'1 d'octubre de 1960 Nigèria va obtenir la independència de l'Imperi britànic. El primer govern nigerià fou una coalició de partits: el Nigerian People's Congress (NPC- Congrés del Poble de Nigèria), un partit dominat per musulmans septentrionals i el partit cristianoigbo, National Council of Nigeria and the Cameroons (NCNC - Consell Nacional de Nigèria i els Cameruns), liderat per Nnamdi Azikiwe, que va esdevenir governador general del país. En l'oposició hi va restar el partit lliberal Action Group (AG - Grup d'Acció), que tenia una base ioruba i que estava liderat per Obafemi Awolowo. Això demostra les fortes diferències polítiques entre els grups ètnics dominants del país: els hauses (septentrionals), els igbos (orientals) i els iorubes (occidentals).
El resultat del plebiscit del 1961 va provocar un desequilibri. Camerun meridional va optar per formar la República del Camerun, mentre que el nord del Camerun va triar mantenir-se a Nigèria. Pel llegat britànic, el 1963 Nigèria va esdevenir una República federal i Nnamdi Azikiwe fou el seu primer president. En les eleccions del 1965, el Nigerian National Democratic Party va obtenir el poder de la regió occidental de Nigèria.

#### Guerra Civil o Guerra de Biafra
El 1966, hi va haver diversos cops d'estat militars per la corrupció i les irregularitats en les eleccions. El primer fou al gener i fou liderat per un grup de joves oficials sota el comandament del major Emmanuel Ifeajuna i de Chkwuma Kaduna Nzeogwu. En aquest conflicte, es va assassinar el primer ministre Abubakar Tafawa Balews, el premier de la regió septentrional, Ahmadu Bello i el premier de la regió occidental, Ladoke Akintola. El president Nwafor Orizu va posar el poder en mans de l'exèrcit, sota el comandament del general Johnson Aguiyi-Ironsi.
Aquest cop d'estat va ser contestat per un altre cop militar protagonitzat per oficials militars del nord del país i que va promoure el coronel Yakubu Gowon com a cap d'estat. Això va provocar l'augment de les tensions interètniques al país i matances d'oficials i civils del sud del país, sobretot igbos.
Aquesta violència va provocar que els igbos demanessin l'autodeterminació. El maig de 1967, la regió oriental de Nigèria va votar per declarar la independència sota el nom de República de Biafra, liderada pel coronel Emeka Ojukwu. La Guerra de Biafra va començar quan Nigèria (septentrional i occidental) va atacar Biafra el 6 de juliol de 1967 a Garkem. Biafra va patir un llarg setge que va durar 30 mesos i va acabar amb la seva derrota el gener de 1970. S'estima que a l'est del país hi va haver entre un i tres milions de morts.

#### Juntes militars
Durant el boom petrolífer de la dècada de 1970, Nigèria va passar a formar part de l'OPEC i va tenir un important influx de riquesa, tot i que l'administració militar no la va fer arribar a la població del país. Amb els ingressos de diners provinents del petroli el govern federal va subvencionar els estats i va esdevenir el centre de la lluita política. Nigèria va esdevenir cada vegada més depenent dels ingressos de les exportacions de petroli i això no va contribuir a l'estabilitat econòmica.
A principis de 1979, els nigerians van participar en un breu retorn a la democràcia quan Olusegun Obasanjo va transferir poder al règim civil de Shehu Shagari. El govern d'aquest fou considerat corrupte i incompetent per la majoria de la societat nigeriana. El 1984, hi va haver un cop d'estat militar de Muhammadu Buhari que fou vist positivament per la majoria dels nigerians, perquè pensaven que la reelecció de l'anterior havia estat fraudulenta. Buhari va prometre reformes importants, però el seu govern no fou millor que el del seu predecessor i el seu règim fou destronat per un altre cop d'estat militar el 1985.

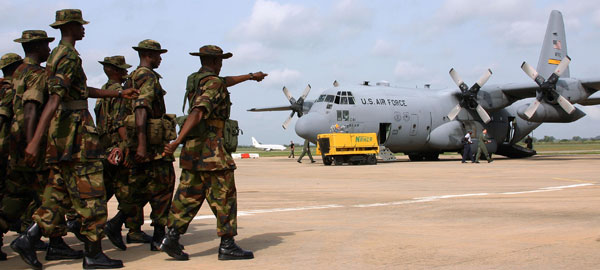
Soldats nigerians a l'octubre de 2004, part de l'operació híbrida de la Unió Africana i les Nacions Unides a Darfur, preparant-se per a embarcar en un avió americà

Ibrahim Babangida fou el protagonista d'aquest cop d'estat i es va declarar president i comandant en cap de les forces armades. El 1990, va programar que Nigèria tornés a gaudir d'un govern democràtic. Babangida va demanar al Fons Monetari Internacional que l'ajudés a pagar el seu deute internacional i va fer que Nigèria formés part de l'Organització de la Conferència Islàmica, que va fer que augmentessin les tensions religioses al país.
El 1992, després que Babangida va superar un cop d'estat fallit, va prometre que Nigèria tornaria a ser un país democràtic. El 12 de juny de 1993, hi va haver unes eleccions lliures que va guanyar Moshood Kashimawo Olawale Abiola, però que foren anul·lades per Babangida. Això va provocar uns greus conflictes civils en tot el país que van forçar Babangida a prometre un govern civil, però abans va situar Ernest Shonekan com a cap d'un govern interí. El règim de Babangida ha estat considerat el més corrupte de Nigèria i ha estat culpat d'haver creat una cultura de la corrupció a Nigèria.
El general Sani Abacha va protagonitzar un altre cop d'estat cap a la fi de l'any 1993 que va posar final al govern de Shonekan. Abacha protagonitzà un règim que va utilitzar la violència contra la població civil i va acaparar personalment molts diners que va dipositar en bancs occidentals; això es va descobrir el 1999. El règim d'Abacha es va acabar el 1998 quan el dictador fou trobat mort. El seu successor, el general Abdulsalami Abubakar, va adoptar una nova constitució el 5 de maig de 1999 que donava dret que els nigerians tinguessin eleccions multipartidistes. El 29 de maig de 1999, Abubakar va transferir el poder al guanyador de les eleccions, Obasanjo, que ja era un militar retirat.

#### Democràcia
El 1999 Nigèria va tornar a ser un estat democràtic. Olusegun Obasanjo, un antic cap d'estat militar, va guanyar les eleccions i va esdevenir el nou president de Nigèria. Això va posar fi a 33 anys de règims militars (entre el 1966 i el 1999), excepte una curta Segona República de Nigèria (entre el 1979 i el 1983). Tot i que es considera que Obasanjo va guanyar les eleccions del 1999 i del 2003 de manera injusta, el seu govern va intentar acabar amb la corrupció governamental i va propiciar el desenvolupament econòmic.
Des de principis del segle xxi al sud de Nigèria hi ha el conflicte del delta del Níger.
Umaru Yar'Adua (PDP) va guanyar les eleccions de 2007, que van ser considerades per la comunitat internacional com a deficients.
El 5 de maig de 2010 va morir Yar'Adua i fou reemplaçat per Goodluck Jonathan l'endemà, i va esdevenir el catorzè cap d'estat nigerià. Namadi Sambo, governador de l'estat de Kaduna, va esdevenir el vicepresident del país.
El 16 d'abril de 2011, hi va haver unes noves eleccions presidencials que tornà a guanyar Jonathan. Muhammadu Buhari, que encapçalava el principal partit de l'oposició, el Congress for Progressive Change, va quedar segon en aquestes eleccions. Els mitjans de comunicació internacionals van considerar que en aquestes eleccions hi havia hagut poca violència i poc frau en contrast amb les altres eleccions anteriors.

## Geografia física
Nigèria és a l'oest d'Àfrica en el golf de Guinea i té una superfície total de 923.768 km², la qual cosa el converteix en el trenta-dosè país més gran del món (després de Tanzània). És comparable en grandària a Veneçuela i al voltant del doble de Califòrnia. Comparteix uns 4.047 quilòmetres de frontera, 773 amb Benín, 1.497 amb Níger, 87 amb el Txad, 1.690 amb el Camerun i té una costa d'aproximadament 853 km.

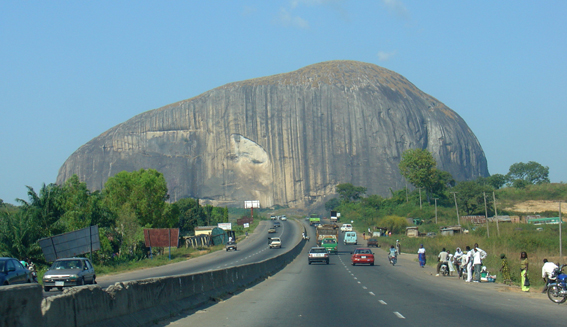
La roca Zuma, a prop de Suneja

El punt més alt de Nigèria és Chappal Waddi, a 2.419 m sobre el nivell del mar. Els principals rius del país són el Níger i el Benue que convergeixen en el delta del Níger, un dels deltes fluvials més grans del món i que està localitzat en una gran zona de boscos de manglars.
Nigèria té paisatges variats. L'extrem sud està definit per un clima equatorial, al sud-est hi ha l'altiplà Obudu. Al sud-oest i al sud-est hi ha una costa planera. Aquesta zona més meridional està caracteritzada per pantans salats, també coneguts com a pantans de manglars a causa dels nombrosos boscos d'aquests arbres que hi ha. Al nord d'aquesta zona, hi ha pantans d'aigua dolça que tenen una vegetació diferent a l'anterior, i més al nord hi ha boscos plujosos.
La regió topogràfica més extensa de Nigèria està caracteritzada per les valls dels rius Níger i Benue, que se separen l'una de l'altra en forma de Y. Al sud-oest del Níger, hi ha unes terres altes i al sud-est del Benue hi ha cims i muntanyes que formen l'altiplà Mambilla, el més alt del país. Aquest altiplà arriba fins al Camerun, on es passen a dir altiplans Bamenda.
La zona entre l'extrem sud i l'extrem nord del país és caracteritzada per la sabana. L'extrem nord-est de Nigèria limita amb el llac Txad, que comparteix amb Níger, el Txad i Camerun.

### Clima
Nigèria té un clima càlid amb escassa amplitud tèrmica anual. A la franja costanera, es produeixen selves plujoses intenses que oscil·len entre els 2.000 i els 4.000 mm anuals; l'atmosfera és molt humida. Cap a l'interior, les precipitacions van disminuint (Kaduma, 1.227 mm). A l'extrem nord, les pluges no solen superar els 600–700 mm (Katsina, 710 mm).

### Ecologia
Els biomes predominants a Nigèria són la sabana al nord i al centre del país, i la selva umbròfila cap al sud.
Segons WWF, les principals ecoregions de sabana de Nigèria són la sabana sudanesa occidental, al nord, i el mosaic de selva i sabana de Guinea, al centre del país. L'extrem nord-est està ocupat per la sabana d'acàcies del Sahel i, a la riba del llac Txad, la sabana inundada; aquesta última ecoregió pertany a la zona humida d'Hadejia-Nguru, a la confluència dels rius Hadejia i Jama'are, al centre-nord del país. Al massís de Mandara, a la frontera amb el Camerun, s'hi troba el mosaic del massís de Mandara.
Les selves del sud de Nigèria es classifiquen, d'est a oest, en la selva de la serralada de Camerun, en la serralada de Camerun, a la frontera amb aquest país; selva costanera del Cross-Sanaga i Bioko, entre el Cross i la frontera amb Camerun; selva de transició del Cross-Níger, entre els rius Cross i el Níger; selva pantanosa del delta del Níger, i selva de terres baixes de Nigèria, entre el riu Níger i la frontera amb Benín.
La major part de la costa de Nigèria s'enquadra dins el manglar de l'Àfrica central, i la diversitat ecològica del país es completa amb els prats de muntanya del mosaic de selva i parts de l'altiplà de Jos.

#### Problemes mediambientals
La gestió de residus, que inclou el tractament de les aigües residuals, és, juntament amb els processos de desforestació, retrocés i degradació dels sòls i el canvi climàtic, els problemes mediambientals més destacats de Nigèria. La gestió dels residus és sobretot important a la megalòpolis de Lagos i les altres ciutats importants del país que no són capaces de gestionar-los adequadament.
La industrialització mal planificada, el procés d'urbanització ràpida, la pobresa i la manca de competències dels governs municipals són considerats les raons més important de la pol·lució a les ciutats nigerianes. Això ha provocat una pol·lució important dels rius i els cursos d'aigua subterranis.
En termes del canvi climàtic global, els africans contribueixen únicament amb una tona mètrica de diòxid de carboni per persona i any. Tot i això, es percep les conseqüències del canvi climàtic, sobretot a la zona del Sahel, que pateix més sequeres de les habituals.

## Política i govern
Nigèria és una república federal integrada per 36 estats més el territori de la capital federal de Nigèria des de la constitució del maig de 1999. El cap d'estat i de govern és el president de Nigèria, actualment Goodluck Jonathan.

## Divisió administrativa
El gran nombre d'estats que hi ha a Nigèria reflecteix la història tumultuosa del país i les dificultats per a gestionar correctament la seva heterogènia situació socioètnica. A Nigèria, hi ha sis grans zones geopolítiques: nord-est, nord-oest, nord-central, sud-est, sud-sud i sud-oest.
Nigèria es divideix en 36 estats i un districte federal: Abuja. A la vegada, els estats es divideixen en àrees de govern local (774 en total).
Els estats de Nigèria són:
| Estat           | Superfície (en km²) | Població (cens de 2006) |
| --------------- | ------------------- | ----------------------- |
| Abia            | 6.320               | 2.833.999               |
| Adamawa         | 36.917              | 3.168.101               |
| Akwa Ibom       | 7.081               | 3.920.208               |
| Anambra         | 4.844               | 4.182.032               |
| Bauchi          | 45.837              | 4.676.465               |
| Bayelsa         | 10.773              | 1.703.358               |
| Benue           | 34.059              | 4.219.244               |
| Borno           | 70.898              | 4.151.193               |
| Cross River     | 20.156              | 2.888.966               |
| Estat del Delta | 17.698              | 4.098.391               |
| Ebonyi          | 5.670               | 2.173.501               |
| Edo             | 17.802              | 3.218.332               |
| Ekiti           | 6.353               | 2.384.212               |
| Estat d'Enugu   | 7.161               | 3.257.298               |
| Gombe           | 18.768              | 2.353.879               |
| Imo             | 5.530               | 3.934.899               |
| Jigawa          | 23.154              | 4.348.649               |
| Kaduna          | 46.053              | 6.066.562               |
| Kano            | 20.131              | 9.383.682               |
| Katsina         | 24.192              | 5.792.578               |
| Kebbi           | 36.800              | 3.238.628               |
| Kogi            | 29.833              | 3.278.487               |
| Kwara           | 36.825              | 2.371.089               |
| Lagos           | 3.345               | 9.013.534               |
| Nassawara       | 27.117              | 1.863.275               |
| Níger           | 76.363              | 3.950.249               |
| Ogun            | 16.762              | 3.728.098               |
| Ondo            | 14.606              | 3.441.024               |
| Osun            | 9.251               | 3.423.535               |
| Oyo             | 28.454              | 5.591.589               |
| Plateau         | 30.913              | 3.178.712               |
| Rivers          | 11.077              | 5.185.400               |
| Sokoto          | 25.973              | 3.696.999               |
| Taraba          | 54.473              | 2.300.736               |
| Yobe            | 45.502              | 2.321.591               |
| Zamfara         | 39.762              | 3.259.846               |
| Abuja           | 7.315               | 1.405.201               |

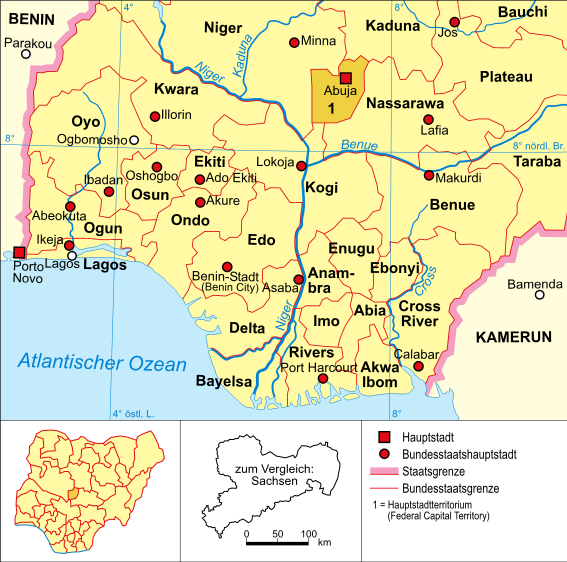
Estats
Abia, Adamawa, Akwa Ibom, Anambra, Bauchi, Bayelsa, Benue, Borno, Delta, Eboñi, Edo, Ekiti, Enugu, Gombe, Imo, Kaduna, Kano, Katsina, Kebbi, Kogi, Kuara, Lagos, Nasaraua, Níger, Ogun, Ondo, Osún, Oyo, Plateau, Cross River, Rivers, Sokoto, Taraba, Yigaua, Yobe, Zamfara i Abuja

Nigèria té sis ciutats que tenen més d'un milió d'habitants (ordenades de més a menys població): Lagos, Kano, Ibadan, Kaduna, Port Harcourt i Benin City.

### Estats tradicionals
Paral·lelament a la divisió administrativa oficial, a Nigèria hi continuen havent molts estats tradicionals, sobretot regnes i emirats. Els caps i dirigents tradicionals tenen un poder representatiu i màgic important per a les poblacions locals, i també són considerats com a tals pel poder oficial.

### Afers exteriors
En obtenir la independència el 1960, Nigèria va fer de l'alliberament i la restauració de la dignitat de l'Àfrica la pedra angular de la seva política exterior i va tenir un paper destacat en la lluita contra el règim de l'apartheid a Sud-àfrica. Una excepció notable a l'atenció d'Àfrica de la política exterior de Nigèria va ser l'estreta relació que el país va gaudir amb Israel-Palestina, durant tota la dècada de 1960, amb el patrocini i la supervisió de la construcció dels edificis del Parlament de Nigèria per part dels israelians.
La política exterior de Nigèria aviat va ser posada a prova durant la dècada de 1970, després que el país va sortir unit de la seva pròpia guerra civil i ràpidament es va comprometre en les lluites d'alliberament que tenien lloc a la regió de Sud-àfrica. Encara que mai Nigèria va enviar una força expedicionària a la lluita, va oferir més la retòrica al Congrés Nacional Africà (ANC) d'adoptar una línia dura en relació amb el règim racista i les seves incursions a l'Àfrica del Sud, a més de proporcionar grans sumes de diners per ajudar les lluites anticolonials. Nigèria és també un membre fundador de l'Organització per a la Unitat Africana (actualment Unió Africana), i té una influència important a l'Àfrica occidental i a l'Àfrica en el seu conjunt. Nigèria ha fundat, a més, els esforços de cooperació regional a l'Àfrica occidental, que funciona com abanderat de CEDEAO i ECOMOG, organitzacions econòmiques i militars, respectivament.
Amb aquesta postura centrada a l'Àfrica, Nigèria va enviar tropes promptament al Congo a instàncies de les Nacions Unides, poc després de la independència (i ha mantingut des de llavors l'adhesió); Nigèria també donà suport a diversos moviments d'autogovern durant la dècada de 1970, incloent-hi l'obtenció de suport per al MPLA d'Angola, el SWAPO de Namíbia, i l'ajuda per les lluites anticolonials a Moçambic i Zimbabwe (porteriorment Rhodèsia), de forma militar i econòmica.
Nigèria manté la seva afiliació al Moviment de Països No Alineats, i cap a la fi de novembre de 2006 va organitzar una cimera Àfrica-Amèrica del Sud celebrada a Abuja per promoure el que alguns assistents anomenaren els vincles Sud-Sud en una gran varietat de fronts. Nigèria és també membre de la Cort Penal Internacional i de la Mancomunitat Britànica de Nacions, de la qual va ser expulsada temporalment el 1995, durant el règim d'Abacha.
Nigèria ha seguit sent un actor clau en la indústria petroliera internacional des de 1970, i es manté com a membre de l'OPEP, a la qual es va adherir el juliol de 1971. La seva condició de productor important de petroli fa que ocupi un lloc destacat en les relacions internacionals, a vegades amb vicissituds amb els països desenvolupats, en particular amb els Estats Units i, més recentment, amb la Xina i els països en desenvolupament, en particular, Ghana, Jamaica i Kenya.
Milions de nigerians han emigrat en els moments de dificultats econòmiques a Europa, Amèrica del Nord i Austràlia, entre d'altres. S'estima que més d'un milió de nigerians han emigrat als Estats Units. Entre aquestes comunitats en diàspora, s'hi inclou l'"Egbe Omo Ioruba".

## Economia
Des que en els anys 60 va ser descobert petroli, l'economia de Nigèria va passar de ser agrícola i ramadera, a industrial.
Amb 15.600 milions de barrils en reserves de cru i més de 3 milions de m³ de gas natural, és un dels països africans que més s'han desenvolupat. No obstant això, la forta dependència del petroli i que aquest es trobi en mans d'empreses estrangeres, fa que existeixin greus desigualtats socials: mentre la majoria dels nigerians viu amb menys d'un dòlar al dia, existeixen grans fortunes creades amb els diners del petroli. La balança de pagaments és positiva gràcies a l'exportació de cru que es condueix per gasoductes des de l'interior fins als ports de l'oceà Atlàntic. Destaca també la indústria petroquímica, d'automòbils i les refineries. Quant a la resta de l'activitat productiva, només té certa importància el cacau, al qual es destina el 50% del sòl cultivable i que va dirigit en la seva integritat a l'exportació. L'agricultura i la ramaderia ocupen el 50% de la població, però amb prou feines pot proveir la demanda interna.
Des del 2008, el govern dona mostres de voluntat d'implementar les reformes econòmiques suggerides pel Fons Monetari Internacional, tals com modernitzar el sistema bancari, reduir la inflació controlant les demandes salarials, i resoldre les disputes regionals pel control dels guanys de la indústria del petroli.

### Sectors clau

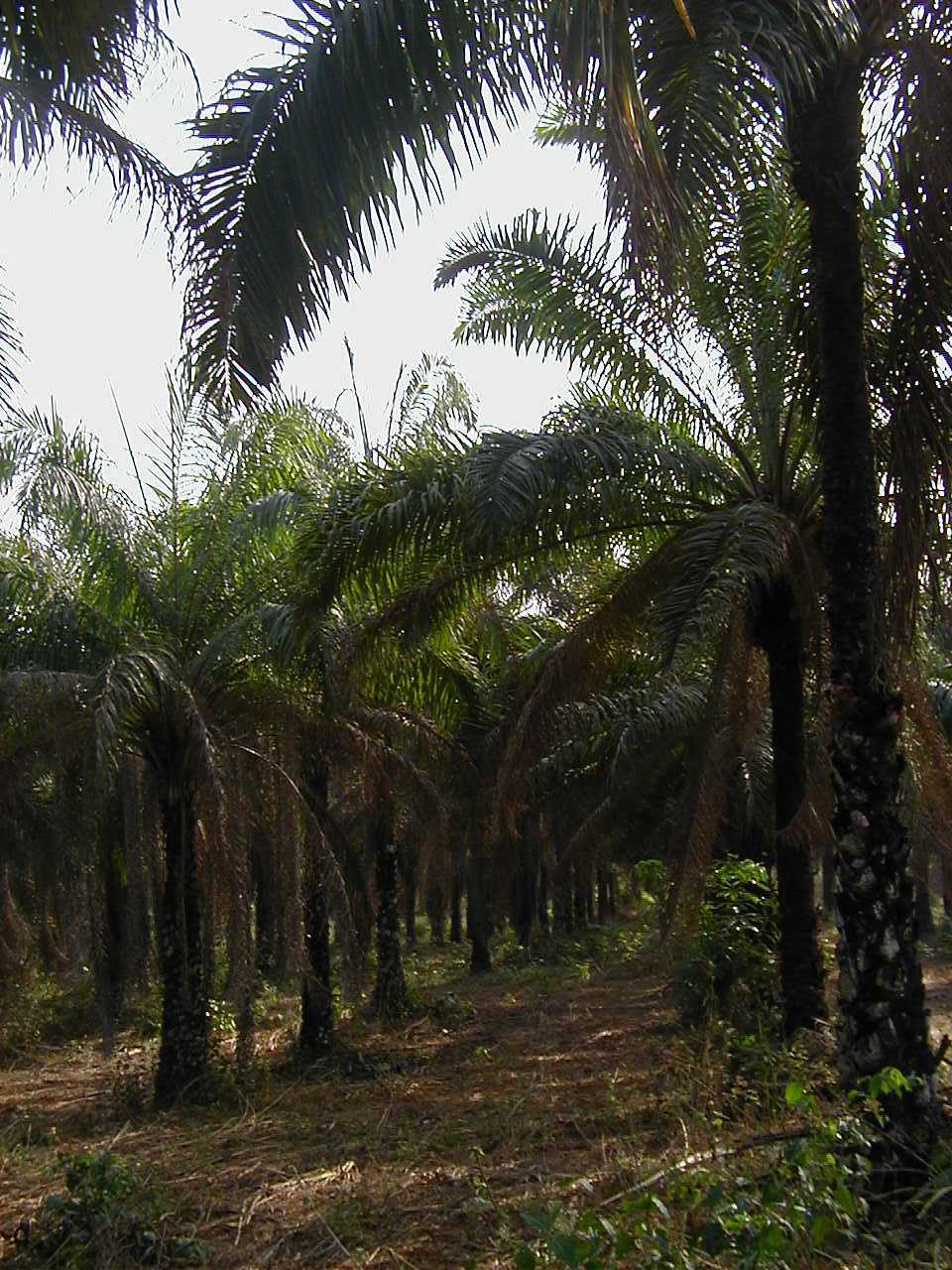
Camp de palma de lObafemi Awolowo University a Ile-Ife

Nigèria és el dotzè estat més important productor de petroli del món, el vuitè que n'exporta més i és el desè tenint en compte les seves reserves. Nigèria va entrar a l'OPEC el 1971. El petroli té un rol principal en l'economia del país: representa el 40% del GDP i el 80% de les aportacions al govern nigerià. Tot i això, hi ha agitacions per a una millor distribució dels seus rèdits al delta del Níger, que és la regió que en produeix més. El conflicte del delta del Níger fa que la producció del petroli nigerià no estigui al 100% de la seva capacitat.
Nigèria té un dels mercats de telecomunicacions amb un creixement més ràpid del món. Hi ha operadors importants que hi han posat una seu. El govern nigerià ha creat infraestructures per tenir comunicacions per satèl·lit i el país té un satèl·lit espacial monitorat pel Nigerian National Space Research.
El país té un sector financer desenvolupat, que inclou bancs locals i internacionals, així com altres empreses financeres com bancs d'inversió, companyies d'assegurances i cases de brokers.
A Nigèria, també hi ha recursos minerals que no són explotats completament: gas natural, coure, bauxita, tantalita, or, estany, mena de ferro, niobi, plom i zinc. Tot i que hi ha moltes reserves de minerals, la indústria minera de Nigèria està poc desenvolupada.
A banda del petroli, els productes agrícoles són els més importants de l'exportació de Nigèria. Nigèria és el principal productor del món de cacauet, coco i oli de palma. Altres productes agraris destacats són el coco, fruits cítrics, blat de moro, tapioca, nyam i canya de sucre. Al voltant del 60% dels nigerians treballen en el sector agrari.
Al país també hi ha el sector industrial, del qual destaca el subsector del tèxtil i la pell (centrats a Kano, Abeokuta, Onitsha i Lagos), la indústria automobilística (Peugeot i Bedford), de plàstics i de processament d'aliments.

### Ciència i tecnologia
El govern nigerià ha llançat quatre satèl·lits a l'espai. El NigeriaSat-1, el primer, fou llançat des de Rússia el 27 de setembre de 2003; aquest és part del mundial Disaster Monitoring Constellation System. Els seus objectius principals eren controlar els desastres mediambientals, ajudar a detectar i controlar la desertització del nord del país, ajudar a la planificació demogràfica, establir les relacions entre els vectors de la malària i el medi ambient, proveir la tecnologia necessària per fer que l'educació arribés a totes les parts del país amb educació a distància i ajudar en la resolució dels conflictes fronterers amb els estats veïns.
El NigeriaSat-2 fou construït per la companyia britànica Surrey Space Technology Limited i fou llançat a l'òrbita des d'una base militar de la Xina.
El tercer satèl·lit de Nigèria fou el NigComSat-1, construït el 2004 i és considerat el primer satèl·lit de comunicacions africà. Aquest està operat per l'Agència Espacial Nigeriana, NASRDA. Fou llançat des de la Xina el 13 de maig de 2007, però va fallar l'11 de novembre de 2008.
El quart satèl·lit es va fer per a substituir aquest i és el NigComSat-1R, i fou llançat el 19 de desembre de 2011.

## Geografia humana i societat

### Demografia

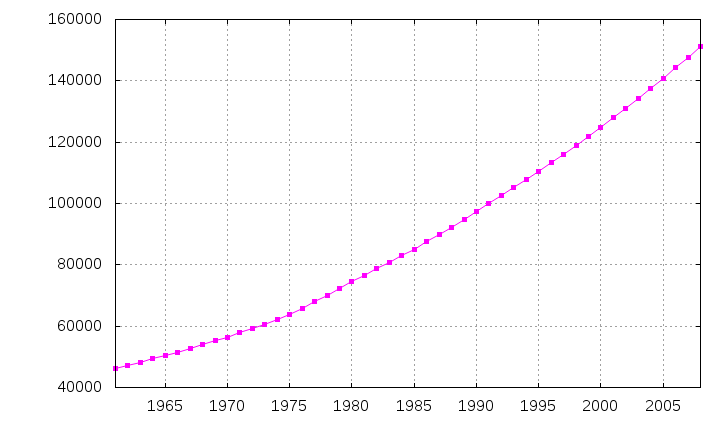
Evolució demogràfica entre 1961 i 2003

Nigèria, el país més poblat de l'Àfrica té aproximadament una cinquena part de la població del continent. Tot i que menys del 25% dels nigerians viuen en assentaments urbans, com a mínim hi ha 24 ciutats amb una població més gran de 100.000 habitants. La varietat de costums, idiomes i tradicions provinents dels 250 grups ètnics que coexisteixen a Nigèria, li donen al país una gran diversitat. El grup ètnic dominant a la regió nord són els hausa-fulani, dels quals una gran majoria són musulmans. Altres grups ètnics importants d'aquesta zona són els nupes, els tivs, i els kanuris.
L'ètnia ioruba predomina al sud. Més de la meitat dels iorubes són cristians i prop d'un quart, musulmans. La resta, majoritàriament, segueixen creences tradicionals. El grup predominantment cristià igbo és el grup ètnic més gran del sud-est. La majoria són catòlics romans, encara que els anglicans, pentecostals i altres denominacions evangèliques també hi tenen importància.
Les comunitats efiks, ibibios, annangs, i ijaws (els quatre grups ètnics més grans del país) també conformen un segment substancial de la població de l'àrea. Persones amb diferents idiomes, generalment es comuniquen en anglès, encara que el coneixement de dos o més idiomes nigerians és comú. Els idiomes més difosos són l'hausa, el ioruba i l'igbo. En els últims anys, s'han donat esporàdics xocs entre grups cristians i musulmans, particularment al nord del país, on hi va haver pressió per introduir la llei islàmica (sharia).

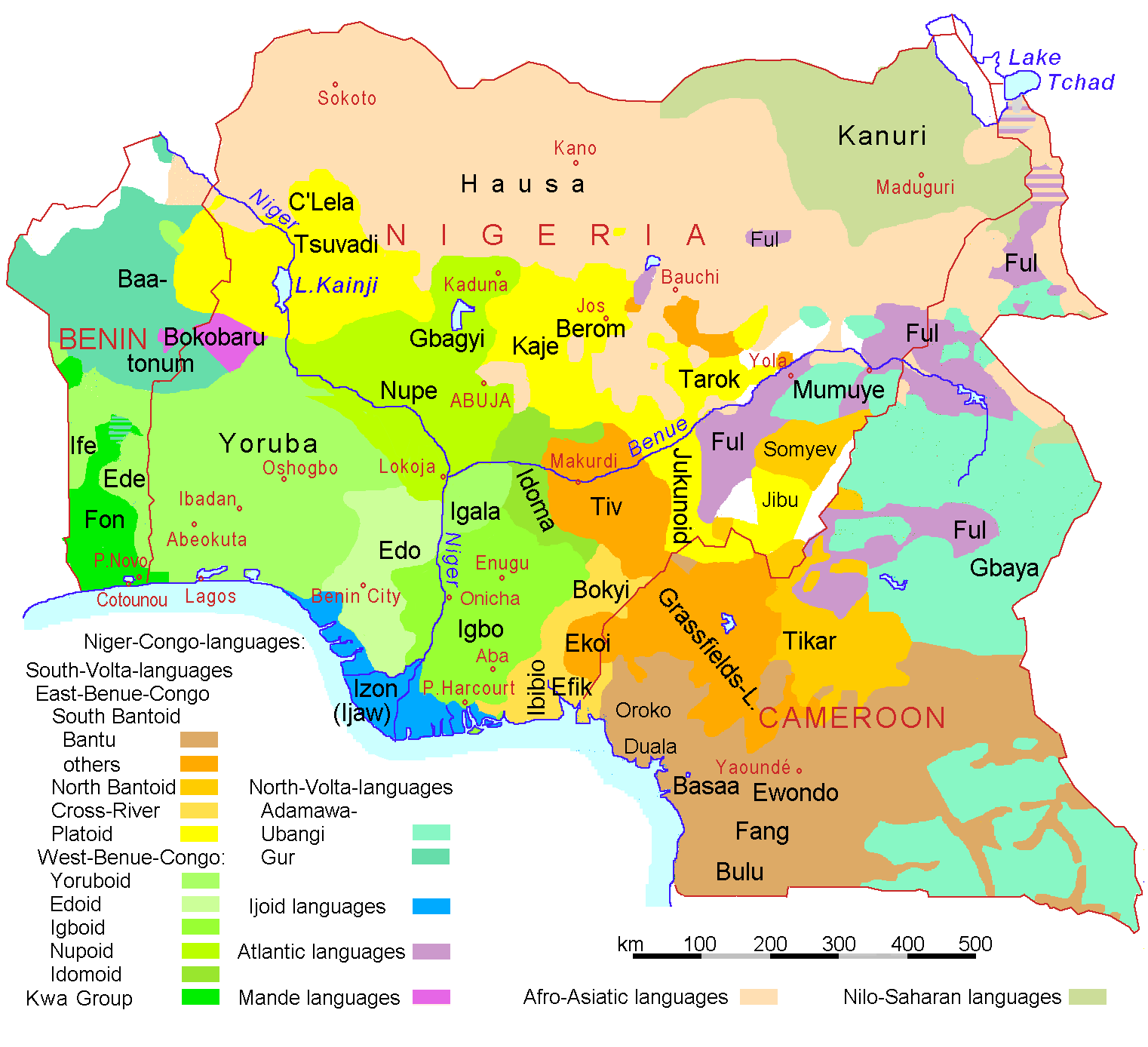
Mapa lingüístic de Benín, Nigèria i Camerun

Encara que Nigèria té una xifra d'emigrants relativament baixa, milers de persones deixen el país cada any, i tenen com a destinació principal la Unió Europea.
Un tema que s'ha complicat pel caos polític ha estat l'esforç de l'Organització Mundial de la Salut per erradicar la poliomielitis del planeta. El nord de Nigèria va ser la localització de la meitat de tots els casos de poliomielitis registrats l'any 2003, però els clergues musulmans han protestat repetidament contra la vacuna com un esforç per part dels occidentals d'esterilitzar les nenes musulmanes. El programa nacional de vacunació va ser suspès en diversos estats l'agost de 2003, i la malaltia gairebé es va quintuplicar (119 casos en el primer quart de l'any 2004 contra 24 casos el 2003). El maig de 2004, es va reportar que la poliomielitis s'havia propagat des d'allà a moltes altres nacions africanes, les quals prèviament havien estat declarades lliures d'aquesta malaltia. El 18 de maig, l'estat de Kano va acceptar reprendre els programes de vacunació utilitzant vacunes creades a Indonèsia.
L'any 2007, Nigèria tenia 135.000.000 habitants. La mitjana de fills per dona és de 5,45, una de les taxes més elevades d'Àfrica, la qual cosa està provocant un creixement poblacional mai vist en la història del país: es calcula que l'any 2050 aquest país tindrà 258.100.000 d'habitants.

### Llengües
El nombre d'idiomes catalogats a Nigèria actualment es calcula en 521. Aquest nombre inclou 510 llengües vives, dues segones llengües sense parlants nadius i nou llengües extintes. En algunes zones de Nigèria, els grups ètnics parlen més d'un idioma. L'idioma oficial de Nigèria, l'anglès, va ser elegit per facilitar la unitat cultural i lingüística del país. L'elecció de l'anglès com a idioma oficial es relaciona en part amb el fet que una part de la població nigeriana parla anglès a conseqüència de la colonització britànica que va acabar el 1960.
Les principals llengües parlades a Nigèria representen les tres grans famílies de llengües africanes. La majoria són llengües del grup de llengües nigerocongoleses, com el ioruba i l'igbo, l'idioma haussa és afroasiàtic, i el kanuri, parlat al nord-est, principalment a l'estat de Borno, una llengua membre de la família de les llengües niloticosaharianes.
Encara que la majoria dels grups ètnics prefereix comunicar-se en el seu propi idioma, l'anglès, sent la llengua oficial, és àmpliament utilitzat per a l'educació, les transaccions comercials i amb finalitats oficials. L'anglès com a primera llengua, però, continua sent un vedat exclusiu d'una petita minoria de l'elit urbana del país, i no es parla en absolut en algunes zones rurals. Estant la majoria de la població de Nigèria en les zones rurals, les principals llengües de comunicació del país continuen sent les llengües indígenes, algunes de les quals són reconegudes com a llengües nacionals. Algunes de les més grans d'aquestes, en particular el ioruba i l'igbo, han derivat en llenguatges estandarditzats d'una sèrie de dialectes diferents i són parlats per diversos grups ètnics. L'anglès pidgin de Nigèria, sovint conegut simplement com a pidgin o broken (Broken English), és una llengua criolla derivada de l'anglès i també una llengua franca popular, encara que amb diferents influències regionals en dialectes i en l'argot. L'anglès pidgin és àmpliament parlat a les regions del delta del Níger, predominantment a Warri, Sapele, Port Harcourt, Agenebode, Ewu, i Benín City.

### Religió

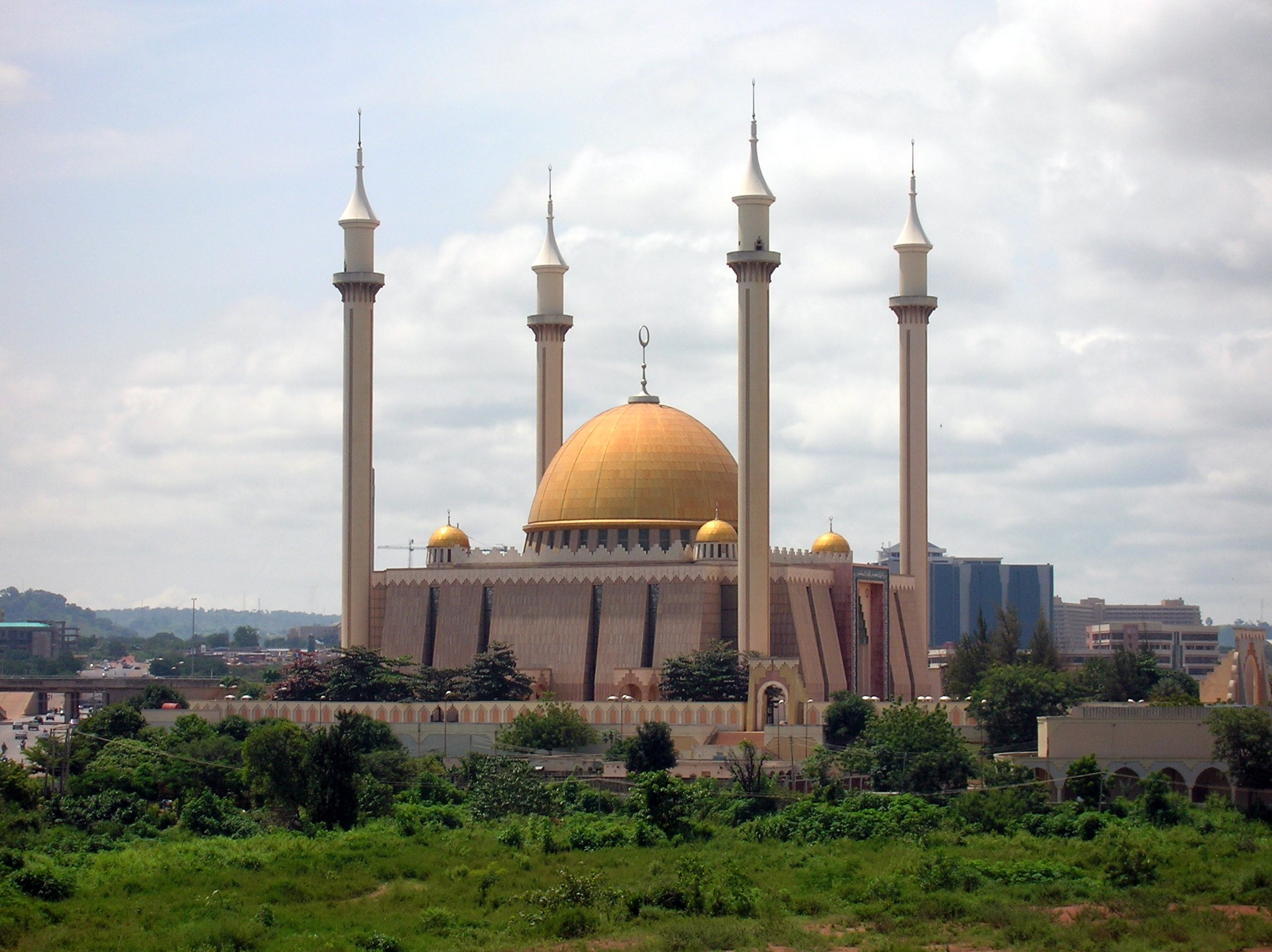
La mesquita nacional d'Abuja

Nigèria és la llar d'una gran varietat de religions, amb tendència a variar regionalment. Aquesta situació accentua les diferències regionals i ètniques i ha estat vista amb freqüència com una font de conflicte sectari entre la població. Les religions amb més presència a Nigèria són l'islam i el cristianisme, i uns pocs seguidors de les religions indígenes.
Els conflictes actualment s'ha incrementat, i han ocasionat diverses morts.
Basant-se en una enquesta del 2003, el 50,5% eren musulmans, el 48,2% eren cristians (15% protestants, el 13,7% catòlics, i el 19,6% altres cristians), i els seguidors d'altres religions va ser d'1,4%. El nord és predominantment musulmà, hi ha un gran nombre de musulmans i cristians en la franja mitjana, inclòs el territori de la capital federal. Al sud-oest, els cristians i els musulmans tenen una presència similar, les regions del sud són predominantment cristianes, a l'est, els catòlics, anglicans i metodistes són majoria, amb pocs creients tradicionals, mentre que la regió del delta del Níger és de majoria cristiana.
La majoria dels musulmans de Nigèria són sunnites (95%), però amb un significatiu nombre de xiïtes. Alguns estats del nord han incorporat la llei islàmica en els seus ordenaments jurídics, abans seculars, que ha donat lloc a certa controvèrsia. L'estat de Kano ha provat d'incorporar la xaria en la seva Constitució.
Els cristians nigerians estan dividits uniformement entre catòlics i protestants. Liderant les esglésies nigerianes, hi ha l'Església de Nigèria, de la branca anglicana, i la de la Convenció Baptista de Nigèria. L'àrea de Yoruba conté una alta presència anglicana, mentre que l'àrea d'Igboland és predominantment catòlica.
A través d'Ioruba cap a l'oest, moltes persones que són seguidores de l'espiritualitat Yorubo/Irunmole, amb la seva filosofia de destí diví que qualsevol pot convertir-se en orisha (ori, 'cap espiritual'; el xa és 'elegit': 'ser un amb Olodumare' (oni odu, 'la font de Déu de tota l'energia'; ma re, 'il·luminació/triomfs').
Altres grups minoritaris religiosos i espirituals a Nigèria són l'hinduisme, el judaisme, la fe bahà'í, i el chrislam (una fe sincrètica que prové de la fusió d'elements del cristianisme i de l'islam). D'altra banda, Nigèria s'ha convertit en un centre africà per al Moviment del Grial i els Hare Krishnas.

## Cultura

### Literatura

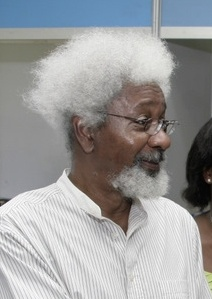
Wole Soyinka, guanyador del premi Nobel de Literatura el 1986, primer africà a obtenir-lo

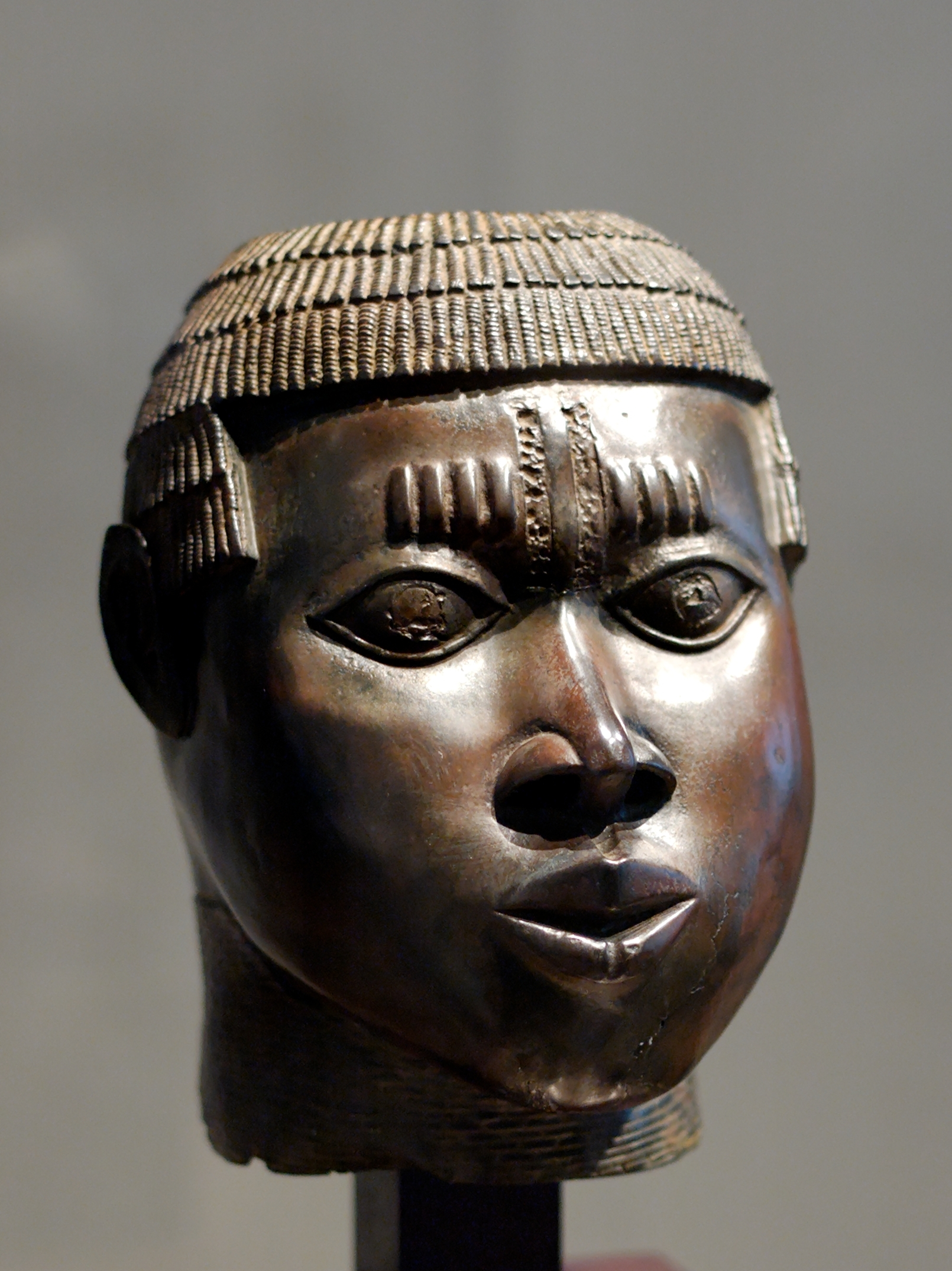
Bronze Benín del Museu del Louvre

La literatura nigeriana és molt important entre les literatures postcolonials en anglès. Els escriptors nigerians més coneguts són Wole Soyinka, que fou el primer africà que va guanyar el Premi Nobel de Literatura, i Chinua Achebe, que passà a la fama per la seva novel·la Things Fall Apart, una crítica a Joseph Conrad. Altres escriptors i poetes nigerians importants són: John Pepper Clark, Ben Okri, Cyprian Ekwensi, Buchi Emecheta, Helon Habila, T. M. Aluko, Chimamanda Ngozi Adichie, Daniel O. Fagunwa, Femi Osofisan i Ken Saro Wilwa, que fou executat el 1995 pel règim militar. Nigèria té el segon mercat de diaris d'Àfrica.
Entre d'altres, destaquen els següents escriptors de les generacions més joves: Chris Abani, Sefi Atta, Helon Habila, Helen Oyeyemi, Nnedi Okorafor, Kachi A. Ozumba, Sarah Ladipo Manyika i Chika Unigwe.

### Música
La música de Nigèria inclou moltes classes de música tradicional i popular africanes; actualment, fins i tot incorpora alguns elements de la música occidental europea o nord-americana.
La música de Nigèria està relacionada amb múltiples grups ètnics del país, cada un amb les seves pròpies cançons, tècniques i instruments. Poc se'n sap sobre la música del país abans del contacte amb els europeus, però es pot trobar informació en algunes talles de bronze que daten dels segles XVI i xvii, en què es poden observar músics amb els seus instruments.
En l'àmbit musical destaca el multiinstrumentista, compositor i activista dels drets humans Fela Kuti (1938 - 1997).

### Televisió i cinema
Nollywood és la indústria de cinema de Nigèria i és la segona més gran al món, darrere de Bollywood i superant Hollywood el 2009. Les pel·lícules nigerianes són el vincle entre les comunitats nigerianes estrangeres i la seva terra natal. El resultat d'aquest fenomen, que amb prou feines té una dècada, ha significat la creació de més de 600 pel·lícules per any, posant Nigèria entre les nacions que més quantitat de pel·lícules produeixen en tot el món, amb més de 7.000 títols en 13 anys.
El cinema a Nigèria està en part basat en esferes estatals que provenen d'antigues estructures colonials i, d'una altra part, en la iniciativa de productors i distribuïdors independents. El primer està caracteritzat per una forta burocràcia i una gestió desafortunada que paralitza la producció dels films i la segona està mancada de mitjans financers, tècnica apropiada i per altres mancances sobre el coneixement sobre el cinema com a tècnica, obra d'art i producte comercial. Fins al 1984, la indústria del cinema al país estava molt limitada i produïa poques pel·lícules, tot i que la televisió va ajudar que aquesta augmentés. Els organismes estatals nigerians relacionats amb el cinema són el Film Unit, la Nigerian Film Corporation i la Nigerian Film Distribution Company.
El cinema de Nigèria ha adquirit una identitat cinematogràfica particular, inspirada en el repertori del seu teatre tradicional; això és degut al fet que molts dels directors de cinema també són actors i directors teatrals. Una de les altres particularitats del cinema nigerià és l'existència de nombroses produccions nigerianes que, gràcies al vast mercat que tenen, poden ser relativament nombroses i fins i tot es poden fer en llengües nacionals. A més a més de gaudir del públic de la seva nació, el cinema nigerià s'exporta als països veïns.
El cinema de Nigèria produït en llengua haussa i amb seu a la ciutat de Kano és conegut amb el nom de Kannywood.
Desmond Elliot és un director de cinema nigerià destacat.

### Esports

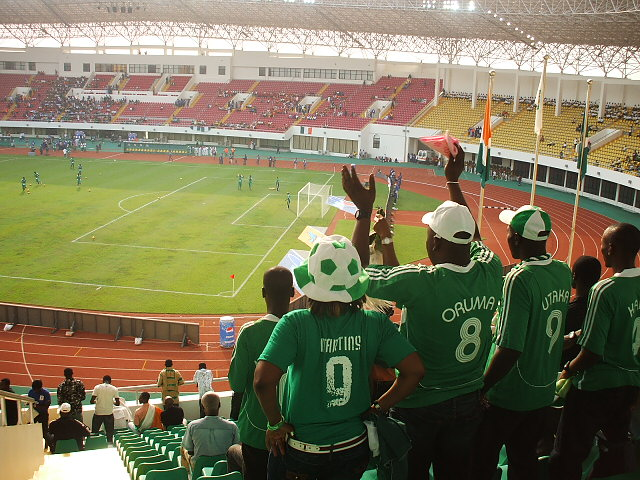
Fans de Nigèria en un partit de futbol entre Nigèria i Costa d'Ivori

El futbol és l'esport nacional de Nigèria i el país té la seva pròpia lliga de futbol.
Nigèria participa també en altres esports com el bàsquet, criquet i l'atletisme.
La boxa és també un esport important a Nigèria; Dick Tiger i Samuel Peter són excampions del món.

#### Futbol
La Selecció de futbol de Nigèria, coneguda com a Super Eagles (les Superàligues), va realitzar la seva primera aparició en una Copa del Món el 1994. Els seus majors assoliments internacionals són la victòria als jocs Olímpics d'Atlanta 1996, vencent ni més ni menys que Argentina, i avançar en les Copes del Món de 1994 i 1998, en què va aconseguir el passatge a vuitens de final, malgrat que després seria eliminada per Itàlia i Dinamarca, respectivament. Quant a les competicions continentals, va guanyar en dues ocasions la Copa d'Àfrica de Nacions, en els anys 1980 i 1994. També ha assolit el títol en la Copa del Món Sub-17 el 1985 i 1993, a més de participacions destacades en la Copa del Món Sub-20, en què ha obtingut dos subcampionats.
L'equip nacional cadet que va participa al Japó'93 ha produït alguns dels millors jugadors del món, com per exemple, Nwankwo Kanu, dues vegades jugador africà de l'any que va guanyar liga de Campions amb l'Ajax i més tard va jugar amb l'Inter de Milà, l'Arsenal, el West Bromwich Albion i el Portsmouth FC. Altres jugadors que va sorgir d'aquesta lleva són Celestine Babayaro (Newcastle), Wilson Orum i Taye Taiwo (Marsella).
Segons la classificació mundial de la FIFA, el setembre de 2007, Nigèria va ser el millor classificat de futbol a l'Àfrica i el 19è del món.

#### Jocs Olímpics
La millor participació de Nigèria als Jocs Olímpics va donar-se als jocs d'Atlanta 96.
Es té la sospita que les seleccions sub-20 i sub-23 de futbol de Nigèria utilitzen jugadors majors que els que corresponen. Això es deu al pèssim sistema d'inscripcions en néixer.

#### Professions particulars
Els homes hiena es dediquen a domesticar i entrenar hienes i papions, i en alguns casos serps.